# BBC Sessions
BBC Sessions kompilacijski je uživo album američkog rock sastava The Jimi Hendrix Experience. Album je kao dvostruko CD izdanje objavljen 1998. godine od diskografske kuće MCA Records.

## O albumu
Album sadrži sve sačuvane pjesme s različitih uživo nastupa na BBC radiju, kao što su emisije Saturday Club i Top Gear, snimljene 1967. godine, a koje su vodili John Peel i Alexis Korner. Album također sadrži Hendrixova jedina dva sačuvana soundtracka s britanske televizije (oba s BBC-a), Late Night Line Up iz 1967. ("Manic Depression" jedino sačuvan) i Lulu Show iz 1969. godine (kompletno). Osim uživo verzija, album sadrži i nekoliko jedinstvenih studijskih snimki "Driving South", "Hoochie Coochie Man", "Catfish Blues", "Hound Dog", "Hear My Train a Comin'"  te nekoliko novih reklama za BBC Radio 1.
Pjesme "Foxey Lady" "Fire", "Purple Haze" i dvije verzije pjesme "Hey Joe" na ovom albumu iznenađujuće ostaju blizu studijskim verzijama istih, jedino Hendrixova gitara ima žešći zvuk i dolazi u prvi plan. Album sadrži dosta blues glazbe te Hendrixove verzije pjesama "Hoochie Coochie Man" (zajedno s Alexisom Kornerom na slide gitari), "Catfish Blues", "Killing Floor" i "Hear My Train A-Comin'". BBC Sessions uključuje također i nekoliko covera "I Was Made to Love Her" od Stevia Wondera (Wonder na bubnjevima), "Can You Please Crawl out Your Window?" Boba Dylana, "Day Tripper" sastava The Beatles i "Sunshine of Your Love" sastava Cream.

## Popis pjesama
| 1.  | »Foxy Lady«                            | Jimi Hendrix               | 2:59 |
| 2.  | »Alexis Korner Introduction«           |                            | 0:27 |
| 3.  | »an You Please Crawl Out Your Window?« | Bob Dylan                  | 3:31 |
| 4.  | »Rhythm and Blues World Service«       |                            | 0:12 |
| 5.  | »(I'm Your) Hoochie Coochie Man«       | Willie Dixon               | 5:31 |
| 6.  | »Traveling With The Experience«        |                            | 0:22 |
| 7.  | »Driving South«                        | Curtis Knight              | 5:30 |
| 8.  | »Fire«                                 | Hendrix                    | 2:43 |
| 9.  | »Little Miss Lover«                    | Hendrix                    | 2:57 |
| 10. | »Introducing The Experience«           |                            | 0:51 |
| 11. | »Burning of the Midnight Lamp«         | Hendrix                    | 3:43 |
| 12. | »Catfish Blues«                        | Robert Petway              | 5:28 |
| 13. | »Stone Free«                           | Hendrix                    | 3:25 |
| 14. | »Love or Confusion«                    | Hendrix                    | 2:54 |
| 15. | »Hey Joe«                              | Billy Roberts              | 4:01 |
| 16. | »Hound Dog«                            | Jerry Leiber, Mike Stoller | 2:42 |
| 17. | »Driving South«                        | Knight                     | 4:49 |
| 18. | »Hear My Train a Comin'«               | Hendrix                    | 5:00 |

| 1.  | »Purple Haze«                                  | Hendrix                                                   | 3:17 |
| 2.  | »Killing Floor«                                | Howlin' Wolf                                              | 2:29 |
| 3.  | »Radio One«                                    | Hendrix                                                   | 1:34 |
| 4.  | »Wait Until Tomorrow«                          | Hendrix                                                   | 2:57 |
| 5.  | »Day Tripper«                                  | Lennon/McCartney                                          | 3:24 |
| 6.  | »Spanish Castle Magic«                         | Hendrix                                                   | 3:07 |
| 7.  | »Jammin'«                                      | Hendrix                                                   | 3:20 |
| 8.  | »I Was Made to Love Her«                       | Stevie Wonder, Lula Mae Hardaway, Henry Cosby, Sylvia Moy | 3:04 |
| 9.  | »Foxy Lady«                                    | Hendrix                                                   | 2:43 |
| 10. | »A Brand New Sound«                            |                                                           | 0:54 |
| 11. | »Hey Joe« (alternativna snimka)                | Roberts                                                   | 2:57 |
| 12. | »Manic Depression«                             | Hendrix                                                   | 3:10 |
| 13. | »Driving South« (alternativna snimka)          | Knight                                                    | 3:21 |
| 14. | »Hear My Train a Comin'« (alternativna snimka) | Hendrix                                                   | 5:02 |
| 15. | »A Happening for Lulu«                         |                                                           | 0:19 |
| 16. | »Voodoo Child (Slight Return)«                 | Hendrix                                                   | 4:08 |
| 17. | »Lulu Introduction«                            |                                                           | 0:22 |
| 18. | »Hey Joe«                                      | Roberts                                                   | 2:43 |
| 19. | »Sunshine of Your Love«                        | Pete Brown, Jack Bruce, Eric Clapton                      | 1:17 |

## Izvođači (The Jimi Hendrix Experience)
- Jimi Hendrix - električna gitara, vokal
- Noel Redding -  bas-gitara, prateći vokal
- Mitch Mitchell - bubnjevi, prateći vokal

Ostali izvođači
- Alexis Korner - slide gitara u skladbi "(I'm Your) Hoochie Coochie Man"
- Stevie Wonder - bubnjevi u skladbama "I Was Made to Love Her" i "Foxy Lady"

## Detalji snimanja
- Skladbe 1, 13-15 i 27-29 snimljene su 13. veljače 1967.
- Skladbe 8, 19 i 20 snimljene su 28. ožujka 1967.
- Skladba 30 snimljena je 17. travnja 1967.
- Skladbe 9-12, 16-17, 25-26 i 31 snimljene su 6. listopada 1967.
- Skladbe 2-7 snimljene su 17. listopada 1967.
- Skladbe 18, 21-24 i 32 snimljene su 15. prosinca 1967.
- Skladbe 33-37 snimljene su 4. siječnja 1969.

## Vanjske poveznice
- Discogs - recenzija albuma